# Hot Eyes
Hot Eyes est un duo danois composé de Kirsten Siggaard (née le 7 septembre 1954 à Slagelse) et Søren Bundgaard (né le 4 mars 1956 à Glostrup). Dans leur pays le duo est connu sous le nom Kirsten & Søren.
Le duo a est connu pour avoir participé trois fois au Concours Eurovision de la chanson représentant le Danemark en 1984 avec Det' lige det, 1985 avec Sku' du spørg' fra no'en? et en 1988 avec Ka' du se, hva' jeg sa'?. 

## Discographie

### Albums studio
- 1984 : Hot Eyes
- 1985 : Sku' du spørg' fra no'en
- 1986 : 3
- 1988 : Ka' du se hvad jeg sa'?

### Singles
- 1983 : Det' lige det
- 1984 : Tæl til ti
- 1984 : Waiting in the Rain
- 1985 : Sku' du spørg' fra no'en
- 1985 : Den første gang
- 1986 : Hvem var det nu du sa' du var?
- 1986 : Sig det som det er
- 1987 : Farvel og tak
- 1988 : Ka' du se hvad jeg sa'?